# Соколов Володимир В'ячеславович
Володимир В'ячеславович Соколов (22 червня 1895, Бузулук — 1971) — український радянський художник; член Спілки радянських художників України.

## З біографії
Народився 22 червня 1895 року в місті Бузулуці (нині Оренбурзька область, Росія) у сім'ї вчителя народної школи. 1918 року закінчив Казанську художню школу, де навчався у Миколи Фешина, Павла Бенькова, Х. Скорнякова, Павла Радімова.
Помер у 1971 році.

## Творчість
Працював в галузі станкового живопису, плаката і книжкової графіки. Серед робіт:
- плакат «Слава героям Великої Вітчизняної війни!» (1941);
- оформлення книги байок Івана Крилова (1945);

живопис
- «На Захід» (1947);
- «Молодий Іван Франко читає свої твори» (1951);
- «Мала Львівська» (1954).

Брав участь у всеукраїнських виставках з 1947 року.
Окремі твори художника зберігаються в Бузулуцькому краєзнавчому музеї.